# Yudong Wang
Yudong Wang (王鈺棟T, 王钰栋S, Wáng YùdòngP; Ningbo, 23 novembre 2006) è un calciatore cinese, attaccante dello Zhejiang Greentown e della nazionale cinese.

## Carriera

### Club
Cresciuto nel settore giovanile dello Zhejiang, esordisce in prima squadra il 25 luglio 2023, nella sconfitta per 5-1 contro lo Shanghai Shenhua nella FA Cup. Il 26 agosto 2023 debutta nella Super League, nella vittoria per 3-0 contro il Dalian.
Il 20 settembre, ha fatto il suo debutto in AFC Champions League nella sconfitta esterna per 4-1 contro il Buriram United, diventando il più giovane calciatore cinese ad aver mai fatto una apparizione nella competizione. Il 26 febbraio 2024, gli è stato assegnato il premio Chinese Golden Boy 2023 Under-17.
Segna il suo primo gol in prima squadra il 28 novembre 2024, nella vittoria casalinga per 4-2 nella AFC Champions League contro il Lion City Sailors.

### Nazionale
Ha giocato nelle nazionali giovanili dell'Under-17 ed Under-21.
Il 25 marzo 2025, esordisce in nazionale maggiore, nella sfida delle Qualificazioni al mondiale, persa per 2-0 contro l'Australia.
Il 10 giugno 2025, realizza il suo primo gol con la nazionale, nella sfida delle Qualificazioni al mondiale, vinta per 1-0 contro il Bahrein.
Bahrein nell'ultima partita casalinga delle qualificazioni alla Coppa del Mondo FIFA 2026

## Statistiche

### Presenze e reti nei club
Statistiche aggiornate al 15 luglio 2025.
| Stagione        | Squadra                 | Campionato      | Campionato | Campionato | Coppe nazionali | Coppe nazionali | Coppe nazionali | Coppe continentali | Coppe continentali | Coppe continentali | Altre coppe | Altre coppe | Altre coppe | Totale | Totale | Totale |
| Stagione        | Squadra                 | Comp            | Pres       | Reti       | Comp            | Pres            | Reti            | Comp               | Pres               | Reti               | Comp        | Pres        | Reti        | Pres   | Reti   |        |
| --------------- | ----------------------- | --------------- | ---------- | ---------- | --------------- | --------------- | --------------- | ------------------ | ------------------ | ------------------ | ----------- | ----------- | ----------- | ------ | ------ | ------ |
| 2023            | Cina Zhejiang Greentown | CSL             | 4          | 0          | CC              | 1               | 0               | ACL                | 3                  | 0                  |             | -           | -           | 8      | 0      |        |
| 2024            | Cina Zhejiang Greentown | CSL             | 11         | 0          | CC              | 2               | 0               | ACLE               | 6                  | 1                  |             | -           | -           | 19     | 1      |        |
| 2025            | Cina Zhejiang Greentown | CSL             | 15         | 9          | CC              | 2               | 1               |                    | -                  | -                  |             | -           | -           | 17     | 10     |        |
| Totale carriera | Totale carriera         | Totale carriera | 30         | 9          |                 | 5               | 1               |                    | 9                  | 1                  |             | -           | -           | 44     | 11     |        |

### Cronologia presenze e reti in nazionale
| Cronologia completa delle presenze e delle reti in nazionale ― Cina | Cronologia completa delle presenze e delle reti in nazionale ― Cina | Cronologia completa delle presenze e delle reti in nazionale ― Cina | Cronologia completa delle presenze e delle reti in nazionale ― Cina | Cronologia completa delle presenze e delle reti in nazionale ― Cina | Cronologia completa delle presenze e delle reti in nazionale ― Cina | Cronologia completa delle presenze e delle reti in nazionale ― Cina | Cronologia completa delle presenze e delle reti in nazionale ― Cina |
| Data                                                                | Città                                                               | In casa                                                             | Risultato                                                           | Ospiti                                                              | Competizione                                                        | Reti                                                                | Note                                                                |
| ------------------------------------------------------------------- | ------------------------------------------------------------------- | ------------------------------------------------------------------- | ------------------------------------------------------------------- | ------------------------------------------------------------------- | ------------------------------------------------------------------- | ------------------------------------------------------------------- | ------------------------------------------------------------------- |
| 25-3-2025                                                           | Hangzhou                                                            | Cina                                                                | 0 – 2                                                               | Australia                                                           | Qual. Mondiali 2026                                                 | -                                                                   | 66’                                                                 |
| 5-6-2025                                                            | Giacarta                                                            | Indonesia                                                           | 1 – 0                                                               | Cina                                                                | Qual. Mondiali 2026                                                 | -                                                                   |                                                                     |
| 5-6-2025                                                            | Chongqing                                                           | Cina                                                                | 1 – 0                                                               | Bahrein                                                             | Qual. Mondiali 2026                                                 | 1                                                                   |                                                                     |
| Totale                                                              |                                                                     | Presenze                                                            | 3                                                                   |                                                                     | Reti                                                                | 1                                                                   |                                                                     |